# Lutzia halifaxii
Lutzia halifaxii är en tvåvingeart som beskrevs av Theobald 1903. Lutzia halifaxii ingår i släktet Lutzia och familjen stickmyggor. Inga underarter finns listade i Catalogue of Life.